# ブラックホール (キン肉マン)
ブラックホールは、ゆでたまごの漫画『キン肉マン』およびその続編『キン肉マンII世』に登場する架空の人物。
同作に多数登場する、人間をはるかに超える戦闘能力を持つ「超人」のひとり。悪魔超人に属する。

## 主な特徴
7人の悪魔超人編「地獄から来た7人の巻」より登場。あまりの残虐ファイトのため超人オリンピック出場を禁止されていた、バッファローマンをリーダーとする7人の悪魔超人の1人。胸に「BH」と書かれた全身黒色のボディと、巨大な穴が開いた顔面を持つ。この顔面の穴（フェイスホール）は四次元空間に通じるブラックホールとなっており、吸い込んだ者を閉じ込めたり、遠隔地へ移動させることができる。穴の大きさは変えることが可能で、大きくして顔面への攻撃を素通りさせ、逆に小さくして相手の手足を拘束するなど攻防にも利用でき、さらには胸部にも大穴を開くことも可能。額には星型の印があり、全力を出す際は発光する。ただし、その間のスタミナ消費量は尋常ではない。口癖は「カ〜カカカ」。
悪魔超人の中では1、2を争うスタミナの持ち主であり、教官のスニゲーターによるとバッファローマンと共に手間のかからない優等生だったという。影の中を自由に移動し、分身を作り出すなど相手を翻弄する四次元レスリングを得意としており、その能力を活かすために紳士的な態度と話術によりソーラーハウスデスマッチへと相手を引き込む。四次元空間を使った予測不可能な動きを見せるが、仕掛ける技はオーソドックスなレスリング系が多い。ブラックホールはこの試合方法で100人近い（アニメでは132人）超人を殺害しているという。また『キン肉マン』のコミックスを全巻所持し、キン肉マンの攻略法などを研究。利き腕や体格の違いなどからテリーマン扮するキン肉マンの変装も見破っている。
作者のゆでたまごは、当初ブラックホールを7人の悪魔超人のリーダーにする予定として、第21回超人オリンピック ザ・ビッグファイト編のラストにすでに登場させている。作者自身が気に入っている超人と語りながらも、闘い方のアイディアが多く浮かんできたため、早めに闘わせたいとの希望からリーダー候補から外し二番手に選ばれた。後の夢の超人タッグ編では身軽な2人組のコンビを出すために、ブラックホールと似たような外見の超人であるペンタゴンと組ませ再登場に繋がったという。また「全超人中でデザイン的には屈指の傑作だと思う」、「表情がない分、独特のアクションやポージングでそれを表現していくのは楽しい。得体の知れなさを出るように心がけている」と語る。
学研の図鑑『キン肉マン「超人」』では「時空超人のなかま」に分類されている。

## 『キン肉マン』でのブラックホール

### 7人の悪魔超人編
残虐ファイトを繰り返すブラックホールたち7人の悪魔超人は、超人委員会に依頼された宇宙警察と10万人の超人の手により「超人ホイホイ」に幽閉され、宇宙の果てへ追放されていた。しかし、ふとしたきっかけから超人ホイホイのロックが外れ、仲間の悪魔超人と共に地球に襲来。超人オリンピックV2チャンピオンのキン肉マンに勝負を挑む。
ステカセキングが敗れた後、2番目の刺客として後楽園球場にてキン肉マンに挑戦する。キン肉マンをソーラーハウスデスマッチに引き込み、得意の四次元レスリングにより試合を優位に進めるが、サン・マッスルで影を消されダメージを受ける。その後、キン肉マンを必殺技・吸引ブラックホールにより四次元空間に送り込むが、脇腹に受けた傷に対応して空間に開いたヒビから奇策・ホワイトホール（アニメではイエローホール）で脱出され、肉弾エルボードロップを受けて敗れた。
キン肉マンとアトランティスの対戦においては、悪魔霊術血縛りにより、他の敗れた悪魔超人と共に悪霊として現れキン肉マンを押さえつけるが、霊界ポケットを使用して霊魂となったテリーマンたちに阻まれ、地中深くに封じ込められる。
その後は悪魔六騎士の制裁により首を刎ねられ遺体は胴塚に放置、その際に右腕をアシュラマンに奪われている。

### 夢の超人タッグ編
夢の超人タッグ編において再登場するが、本編では復活した経緯は特に説明されていない。従兄弟である正義超人・ペンタゴンとタッグチーム「四次元殺法コンビ」を結成。スカイマン&カレクック組から銀河系超人タッグのタイトルを奪取した経歴が認められ、宇宙超人タッグ・トーナメントに出場。異次元空間の壁を二重に（アニメでは何重にも）することで、かつての弱点を克服している。
1回戦でマッスル・ブラザーズ（キン肉マン、キン肉マングレート）と対戦。ベテラン超人であるプリンス・カメハメが扮したキン肉マングレートの戦術に苦戦しつつもタッグ技・四次元交差により四次元へと送り込む。その後、四次元への道を閉じてグレートの始末に向かうが、キン肉バスターに捉えられてそのまま四次元から脱出され、マッスル・ドッキングを受け敗退。試合後、アシュラマンから「出場メンバーの中では一番弱いチーム」と評された。
キン肉星王位争奪編の初期には、ペンタゴンと共に超人墓場で浮遊していた。

### 完璧超人始祖編
復活を遂げており、地球に襲来した完璧超人の一派「完璧・無量大数軍」と正義超人の戦いに再び悪魔超人軍の一員として乱入。正義・悪魔VS完璧の全面対抗戦となる。
ブラックホールはラーメンマンに代わり中国・万里の長城決闘場にてダルメシマンと対戦。序盤は四次元レスリングで圧倒するが、ダルメシマンの特殊能力や完牙殺法に苦戦。しかし至高のブラックホールによる吸引と、脱出される位置まで予測した戦法で逆転に成功。新技・フォーディメンションキルで勝利を収める。試合後、自害しようとするダルメシマンの首を刎ね、「大勢の前で体よく果てたい」というのを許さないという矜持を見せた。
鳥取砂丘・サッカラ階段ピラミッドにおける第2戦にもバッファローマン、スプリングマンと共に参戦し、第3ステップでジャック・チーと対戦する。連戦のダメージは隠せず、ジャック・チーの特殊能力により得意の四次元殺法が封じられ大苦戦し、至高のブラックホールでも吸引に失敗する。しかし四次元空間の発生により他の星にいたペンタゴンが地球へワープ。そこへさらに至高のブラックホールで吸引し、ペンタゴンから促されて最後の手段・四次元エレメント交差を発動させ、ペンタゴンの力を借りて辛くも勝利した。試合後は、ジャック・チーの自害を阻もうとするが失敗。当初はペンタゴンを巻き込むまいとしていたが、悪魔超人としての在り方を逆に諭されていた。
悪魔六騎士と完璧超人始祖との戦いでは、プラネットマンとサイコマンの対戦に駆けつけるため、バッファローマンと共にスペインのサグラダ・ファミリアへ転移した。その後、国立競技場へ転移した後、負傷したザ・ニンジャを病院へ運ぶため転移した。
そして、悪魔将軍から残り3個のダンベルを受け取ったサンシャインを、超人墓場へ転移した。
回想でバッファローマンと再会した際には、正義超人から悪魔超人たちのリーダーに戻ることに対する後ろめたさを見せる彼を殴り飛ばし、これで今までの分はチャラとしてバッファローマンの気持ちを正した。
本シリーズでは7人の悪魔超人の間で通称が「BH」になっているが、これは胸の文字を見たバッファローマンが思いついて呼び始めたもの。

### オメガ・ケンタウリの六鎗客編
サンシャインたちと魔界の宮殿にいたところを、大魔王サタンの張った結界に閉じ込められる。その後、関ヶ原でジャスティスマンが実体化した大魔王サタンを粉々に砕いて勝利したことで、結界は解除された。

### 新シリーズ
オメガ・ケンタウリの六鎗客編の後の新シリーズでは、調和の神が告げた天界と地上を繋ぐ道であるバベルの塔に入れる、カピラリアの欠片を持つ8名の超人を選び出す際にサンシャインが途中で口を挟んできた時には、魔界でジャンクマンと共にサンシャインの後ろで様子を見守っていた。
人気投票企画「キン肉マン超人総選挙2013」では13位、「キン肉マン超人総選挙2015」では16位、「キン肉マン超人総選挙2017」では16位、「キン肉マン超人総選挙2019」では16位、「キン肉マン超人総選挙2021」では19位、「キン肉マン超人総選挙2024」では15位にランクインしている。また「キン肉マン超人総選挙2021」の「カムバック賞部門」では2位を獲得している。

### 主要対戦成績
- シングルマッチ
  - ×キン肉マン（肉弾エルボードロップ）
  - ○ダルメシマン（フォーディメンションキル）
  - ○ジャック・チー（フォーディメンションキル）
- タッグマッチ
  - ○スカイマン&カレクック組
  - ×マッスル・ブラザーズ（キン肉マン / キン肉マングレート、マッスル・ドッキング）

## 劇場版でのブラックホール
劇場版『キン肉マン 逆襲!宇宙かくれ超人』では、ハイドラキングによって蘇生されニューブラックホールにパワーアップ。頭部と腕部に鶏冠状のものが追加され、予告編では胸に「NB」の文字が書かれていた。かくれ超人軍として登場するが、ハイドラ星にてラーメンマンに倒されている。

## 得意技
四次元レスリング
影に乗り移って攻撃を繰り出す、ブラックホール得意の戦法。
シャドー・コブラツイスト
名前は『キン肉マンII世 超人聖戦史』より。リングロープの影を毒蛇に変化させ、相手に巻きついてのコブラツイスト。
影縛りドラゴンスープレックス
相手の影に入り込んだ後、背後に出現し、間髪入れずにドラゴン・スープレックスを放つ。
ブラックホールキャッチ
顔面の穴の大きさを大きくして顔面への攻撃を素通りさせ、逆に小さくして相手を拘束。その後に攻撃する。
シャドウハイド / シャドウハイディング
影に潜み、身を隠す技。
影分身（セパレートシャドウ）
影を分裂させて、自分の分身を何人も作り出す。そのまま一斉に攻撃し集団で痛めつける。アニメではマリから影法師であることのアドバイスを受けたキン肉マンが、剣豪に扮し、幾人のブラックホールも刺客の格好をする演出がなされた。「ソーラーパワー分身」という呼び名の技もある。
8メンブラックホールキック（エイトメンブラックホールキック）
8体に分身してドロップキックの集中砲火を浴びせる。
吸引ブラックホール
顔面の穴を広げて相手を吸い込み、人工的に作り上げた四次元空間へと送り込む。脱出不可能な技とされていたが、この四次元空間はブラックホールの身体と連動しており、自身が傷つくと四次元空間にもヒビが入る。そのため、内部から強烈な衝撃を与えることにより脱出されていた。キン肉マン戦では強烈なオナラで四次元空間を破壊されたが、夢の超人タッグ編で再戦した際はブラックホールの壁を二重にすることで対処した。四次元空間に吸い込まれた相手は基本的に戻ってこれないのでリングアウトで敗北となる。またアニメでは重力波でキン肉マンが苦しむ様子も描写された。『キン肉マン ジェネレーションズ』では四次元空間に吸い込んだ相手を内部でブラックホールが打ちのめし、最後に現実世界へ帰還すると同時にジャーマンスープレックスでトドメを刺す技として登場した。
この技を受けた対戦相手は、超人レスリングのルール上、20カウント以内にリングに戻らないとリングアウト負けとなる。
これを応用して仲間を穴に吸い込み別の場所にワープさせることもできる。また、「ブラックホール送身術」という呼び名の技もある。
至高のブラックホール（エクストリーム・ブラックホール）
ブラックホールの威力をスタミナ無視で最大化した禁断の超必殺技。吸引ブラックホールを凌いだダルメシマンを吸い込んだ。しかし、ジャック・チーには推進力の差で破られた。
フォーディメンションキル
完璧超人始祖編で登場したフェイバリットホールド。背後から逆さに掴んだ相手の両腕を交差させて掴み、両脚も自分の足でフック。その状態で落下し脳天をリングに叩きつける。
赤き死のマント
試合後に使用。両肩に収納されたマントを広げ、その裾を鎌状の鋭い刃に変化させ、その刃で相手の首を刎ねる。作中では、自害しようとしたダルメシマンの首を跳ね飛ばした。
ロケーションムーブ
顔の穴に目的地を映し、吸い込んだ人物と共にその場へ移動する。
グローリーホール
顔の穴を広げて攻撃を回避し、その穴を軸とするように旋回してボディアタックを仕掛ける。
四次元エレメント交差
顔の穴に吸い込んだペンタゴンと身体を入れ替える技。発動するとブラックホールの身体が裏側に反転し、ペンタゴンが出現する。周りの者からはブラックホールがペンタゴンに変身したようにも見える。

### タッグ技
四次元ワープ
パートナーを顔面の穴に取り込むことにより、四次元空間を通じて別の場所にワープさせる。
四次元交差
ペンタゴンが対戦相手をブラックホールの顔の穴に投げ入れ、相手を四次元空間へ送り込む。

## プロフィール
- 分類 - 悪魔超人[6]
- 出身地 -  バミューダ海域[19][20]（初期は異次元[21]）
- 身長体重 - 201cm 110kg[18] / 201cm 420kg[19][20]
- 超人強度 - 200万パワー[19][20]
- 年齢 - 26歳[19]

### タイトル歴
- 冥王星超人J（ジュニア）・ヘビー級[22]
- 銀河系超人タッグ[22]

### 異名
- 眠れる獅子[23]
- 黒の殺人ソムリエ[24]
- 何でものみこむブラックホール[25]
- 暗黒ミステリー[26]
- 闇の殺し屋[26]
- 異次元からの刺客[27]
- 神出鬼没 四次元殺法の使い手[28]
- 奇術師[29]
- 四次元に潜む怪しき影[29]
- 地獄からきた影の使者[29]
- 四次元の番人[30]

## 声優
郷里大輔
- テレビアニメ『キン肉マン』48 - 52話
- テーマソング
- 各種コンピュータゲーム
- CRぱちんこキン肉マン

宮田俊哉
- テレビアニメ『キン肉マン 完璧超人始祖編』

## テーマソング
バミューダミステリー
歌 - 串田アキラ / セリフ - 郷里大輔（ブラックホール） / 作詞 - 吉田健美 / 作詞 - 小林克己 / 編曲 - 田中公平

## ゲーム
『キン肉マンII世 超人聖戦史』では7人の悪魔超人編のストーリー終了後、属性ゲージが一定以上なら仲間にできる。主人公が超人オリンピックに優勝しているとキン肉マンに代わってステカセキングとの2連戦になる。
『キン肉マン ジェネレーションズ』などのゲームでは、タッグを組むキャラクターによっては特定のチーム名が付けられる。以下にそれを示す。
- 四次元殺法コンビ - ペンタゴン
- ブラックプレシャス - バッファローマン
- 悪魔学舎コンビ - アシュラマン、サンシャイン、ザ・ニンジャ
- 悪魔主従コンビ - 悪魔将軍

四次元殺法コンビを除いてはゲーム独自の名称である。
『キン肉マン マッスルグランプリ』シリーズでは『キン肉マン マッスルグランプリMAX』から登場。
『ぱちんこキン肉マン 夢の超人タッグ編』ではペンタゴンと「四次元殺法コンビ」を組んで登場。タッグ必殺技として、ロープを利用しての四次元交差である「四次元シュート」を使用する。

## 補足
- 黄金のマスク編の読者応募超人として、姿やプロフィールがブラックホールに酷似した3人組の超人「バミューダIII（バミューダスリー）」が発表されている[32]。原作本編には登場しないが、キン消しで商品化されており「明らかにブラックホールとキャラが被ってる」と解説された[33]。胸の文字も一名「BH」と描かれ、残りの2人は「BIII」と描かれている。また、小説『ディープオブマッスル!!』エピソード9「ブラックホール&ペンタゴン 白と黒なる従兄弟タッグの秘密」にてブラックホールの故郷である異次元空間の住人として登場した。
- バッファローマンは悪魔超人時代の同志であるが、宇宙超人タッグ・トーナメントにおいてブラックホールと再会した際に全く話を交わすことがなかった。これについて「パワーファイターのパートナーにふさわしい技巧派超人として真っ先に頭に浮かんだが、どちらかというとソリはあわなかった」と説明されている[34]。なお、「完璧超人始祖編」では両者の関係は良好なものであり、会話も多くなっている。
- 「夢の超人タッグ編」時に発行された週刊少年ジャンプ特別編集『キン肉マン熱闘スペシャル』や、単行本に記載された「キン肉マン 人名事典」では「元悪魔超人」と記載されていた[35]が、単行本では復刻版で「悪魔超人」に修正されている。
- インターネット上ではペンタゴンと共に「良い子の諸君!」という挨拶から始まる、アスキーアートが普及。完璧超人始祖編におけるブラックホールの扱いに対しTwitter上で、一人のファンがこのAAを話題に出し、存在を教えられた原作者の嶋田は、これに対し「著作権違反」と苦言を呈した[36]。これに対し、ネット上では様々な意見が交わされた[37]。後に嶋田はTwitter上で「ペンタゴンを再登場させたのは同アスキーアートが影響してるのですか？」などと見当外れなことを言われ不快感を持っていたことと、直前に太ももを大やけどしてしまい、痛くて苦しかったので、配慮を欠けたツイートをしてしまった、と釈明。この発言が騒動となったため炎上を危惧したが、Yahoo!ニュースでは「ゆでたまご、大やけどで入院」の方が大きく扱われていたので、良かったと語っている[38]。後に単行本43巻の帯にて同じフレーズが使われた。
- 『ディープオブマッスル!!』ではブラックホールの一族は異次元空間に生息しており、地球へやってくる時にワームホームの出入り口としてバミューダ諸島周辺の領域を利用していると説明されている。また、ペンタゴンの一族はブラックホール一族から派生し、地球へ移り住んだ分家だとされる。